# Bolívar Ruiz
Bolívar Gustavo Ruiz Haro (n. Quiroga, Cotacachi, Ecuador, 29 de abril de 1958) es un exfutbolista ecuatoriano que se desempeñó como centrocampista y defensor.

## Trayectoria
Ruiz se formó futbolísticamente en el colegio Mejía de Quito. Su carrera profesional comenzó en 1977 con el América de Quito, donde fue elegido como el mejor jugador novato del Campeonato Ecuatoriano de ese año y asumió la capitanía del equipo.
En 1982 fichó por el 9 de Octubre, donde compartió plantilla con los brasileños Jairzinho y Osni de Oliveira, y también ejerció como capitán.
Un año más tarde, en 1983, llegó a LDU Quito. En ese club jugó como defensor central, destacándose por su fortaleza física y juego aéreo. Fue capitán del equipo y es considerado uno de los defensas con más goles en la historia del club.
Uno de los momentos más recordados de su paso por Liga fue el gol que marcó en 1984 ante Técnico Universitario, con el que su equipo rompió una racha de 40 partidos sin ganar como visitante.
Cerró su carrera profesional en Sociedad Deportivo Quito, donde jugó hasta 1991. Se retiró del fútbol debido a desacuerdos contractuales con la directiva del club.

## Selección nacional
Ruiz fue convocado a la Selección de fútbol de Ecuador entre 1981 y 1985. Participó en tres encuentros oficiales. Uno de sus partidos más destacados fue en un empate 2-2 frente a Argentina en Buenos Aires durante las eliminatorias de 1983.